# Michał Siermiński
Michał Henryk Siermiński (ur. 28 września 1989) – polski filozof, matematyk, badacz historii opozycji w Polskiej Rzeczypospolitej Ludowej.

## Życiorys
Ukończył studia magisterskie z matematyki na Wydziale Matematyki, Informatyki i Mechaniki Uniwersytetu Warszawskiego w 2013 i z filozofii w Instytucie Filozofii tej uczelni w 2014. W 2020 roku obronił z wyróżnieniem w Instytucie Filozofii UW przygotowaną pod kierunkiem Michała Kozłowskiego rozprawę doktorską pt. Ewolucja ideowa polskiej inteligencji opozycyjnej w latach 1968–1981, za którą w 2021 otrzymał Nagrodą Prezesa Rady Ministrów. Pochodzące z nagrody pieniądze przekazał na inicjatywę Aborcja bez Granic, co wyjaśnił w liście otwartym do ówczesnego premiera Polski Mateusza Morawieckiego opublikowanym w grudniu 2021 roku na łamach „Gazety Wyborczej”.
W latach 2014–2017 członek redakcji i stały publicysta kwartalnika kulturalno-politycznego „Bez Dogmatu”. W kolejnych latach jego teksty ukazywały się  m.in. w „Gazecie Wyborczej” i „Le Monde diplomatique – edycja polska”.
We wrześniu 2021 roku jego książka Pęknięta „Solidarność”. Inteligencja opozycyjna a robotnicy 1964–1981 została wyróżniona w ramach akcji „Międzynarodowe Czytanie 2021. 20 książek na 2021 rok” organizowanej przez Teatr Studio im. Stanisława Ignacego Witkiewicza oraz tygodnik Polityka.
Od 2022 roku adiunkt w Instytucie Historii Nauki Polskiej Akademii Nauk oraz sekretarz redakcji czasopisma „Analecta. Studia i Materiały z Dziejów Nauki”.

## Publikacje książkowe
- Dekada przełomu. Polska lewica opozycyjna 1968–1980. Od demokracji robotniczej do narodowego paternalizmu, Książka i Prasa, Warszawa 2016, ISBN 978-83-65304-17-9
- Pęknięta „Solidarność”. Inteligencja opozycyjna a robotnicy 1964–1981, Książka i Prasa, Warszawa 2020, ISBN 978-83-66615-92-2
- (redakcja naukowa) Marek Walicki, O Andrzeju Walickim inaczej. Opowieść epistolarna, Instytut Historii Nauki PAN, Warszawa 2024, ISBN 978-83-965210-3-3

## Życie prywatne
W grudniu 2021 roku na łamach „Gazety Wyborczej” dokonał publicznego coming outu jako gej.